# Navodilo o merilih za presojanje duhovnega poklica oseb s homoseksualnimi nagnjenji ter njihovega sprejema v semenišče in prejema svetih redov
Navodilo o merilih za presojanje duhovnega poklica oseb s homoseksualnimi nagnjenji ter njihovega sprejema v semenišče in prejema svetih redov (ovojni naslov Navodilo o merilih za presojanje duhovnega poklica; izvirno italijansko Istruzione circa i criteri di discernimento vocazionale riguardo alle persone con tendenze omose missione al seminario e agli ordini sacri) je navodilo, ki ga je izdelala Kongregacija za katoliško vzgojo leta 2005.
V zbirki Cerkveni dokumenti - nova serija je to delo izšlo leta 2006 kot 10. cerkveni dokument (kratica CD NS-10, (COBISS)). Prevod je naredil Rafko Valenčič, uvod in spremno besedilo pa je pripravil Ivan Štuhec.